# Bell Food Group
Bell Food Group AG er en schweizisk kødproducent. Virksomheden blev etableret i 1869 af Samuel Bell i Basel. Produkterne omfatter kød, fjerkræ, convenience, osv. Bell Food Group har 65 lokationer i 15 europæiske lande og 11.960 ansatte (2019).